# Luanchuan
Luanchuan  (en chino, 栾川; pinyin, Luánchuān) es un condado  bajo la administración directa de la Prefectura Luoyang en la Provincia de Henan, República Popular China.  Su área es de 2476 km² y su población total para 2023 superó los 320 mil habitantes. 

## Administración
Desde julio de 2024, el  Condado Luanchuan  se divide en 14 pueblos que se administran en 1 subdistrito,  11 poblados y 2 villas.

## Toponimia
El topónimo Luanchuan se compone de los sinogramas Luan (nombre propio) y Chuan (río). El nombre Luanchuan proviene del río Yi (伊水). En la antigüedad, el río Yi era conocido como "Luan" (鸾水). Según la leyenda, el lugar recibió este nombre debido a la abundancia de aves Luan (un pájaro mitológico parecido a un fénix).
En el pasado, los caracteres "栾" (Luán) y "鸾" (Luán, el ave mitológica) eran intercambiables, por lo que con el tiempo prevaleció Luan (栾) como nombre definitivo para el condado.